# 高雄端
高雄端為臺灣國道1號的終點，位於臺灣高雄市鳳山區、前鎮區，位於里程372－374k，編號為373。
2015年3月31日，國道1號原終點高雄端之跨中山四路高架橋（原屬市區道路），併同「高雄港聯外高架道路計畫」之「中山高延伸路廊」（漁港路新建高架橋），共計1.560公里，納編為國道1號中山高速公路延長線，調整後國道1號往南延伸至高雄市前鎮區漁港路新生路口之喇叭型交流道，終點里程由372K+760修正為374K+320，可銜接高雄港聯外高架道路前往旗津、高雄港區。

## 出入口列表
| ait=               | 373A 高雄端 | 高雄航空站 |
| ait=               | 373A 高雄端 | 中山四路   |
| ait=               | 373B 高雄端 | 漁港路     |
| ait=               | 373C 高雄端 | 旗津       |
| ait=               | 373C 高雄端 | 高雄港     |
| 高雄港聯外高架道路 | 不適用      | 高速公路   |

### 中山四路（373A）
- 設置南下出口及北上入口。
  - 中山四路僅北上可銜接國道一號北上。

### 漁港路、草衙路（373B）
- 設置南下出口及北上入口，通往漁港路及草衙路。

### 高雄港聯外高架道路（373C）
- 設置南下出口及北上入口，銜接高雄港聯外高架道路。
  - 可藉由高雄港聯外高架道路銜接高雄港過港隧道前往旗津區。

## 周邊設施
- 高雄國際機場
- 高雄港

## 外部連結
國道一號高雄端示意圖 （页面存档备份，存于）（交通部高速公路局）